# Grottammare
Grottammare är en ort och kommun i provinsen Ascoli Piceno i regionen Marche i Italien. Kommunen hade 16 073 invånare (2018).